# 安南永德革命根据地
安南永（德）革命根据地，又称安南永（德）苏区，是1932年11月—1935年10月中国共产党在安溪、南安、永春、德化4县交界区域建立的苏区，其政权称安溪革命委员会，通称安南永（德）苏维埃政府。它是闽南革命根据地的3个组成部分之一。

## 形成
1930年前后，永春、安溪游击队建立。1931年底，中共安南永德临时县委在安溪佛仔格（佛子格）成立。1932年，中共福建省委和福建省苏维埃政府先后成立，正式把初步实现割据的安南永德地区纳入领导，抽调大批干部到安溪，建立中共安溪县委，组建闽南工农游击队第二支队（1933年5月，改称中国工农红军闽南游击队第二支队，简称“红二支队”）。1932年11月，中共安溪县委升格为中心县委（书记为李剑光），统一领导安南永德四县的斗争，标志着安南永德苏区初步形成。

## 鼎盛
1933年8月25日，中共安溪中心县委在安溪县东溪村召开有500多人参加的“安南永德工农兵代表大会”，宣布成立安溪革命委员会（通称安南永德苏维埃政府），李剑光（后于1934年4月18日在行军途中被敌人枪杀）任主席，陈仲琪（后于1935年4月26日在安溪县城被敌人处决）任副主席。革命委员会下设农会、抗租分田委员会、妇女会等机构。农会主席为林清（林齐），抗租分田委员会主席为陈体，妇女会主席为林满。机关设在东溪村。大会公审了东溪大地霸、“议事会”头目陈忠修。会后，苏维埃政府没收了地霸豪绅陈汉（罕）、陈孝庭、陈清池等的粮食25000多公斤以及其他财物，分发给贫苦农民。此时，安南永德苏区东起南安诗山、金淘、码头和永春湖洋，西至安溪长坑，北达德化三班、盖德，南至同安梧峰，活动范围达3000平方公里，拥有30多万人口。苏维埃政权建立后，开展抗还租债、抗纳钱粮、抗缴捐税，提倡男女平等，提倡婚姻自由，反对包办婚姻；打土豪劣绅，实行土改分田。后来，安南永德苏区的面积扩展至近7000平方公里。

## 消失
1935年7月初，国民党军队加紧对安南永德苏区进行政治、军事“围剿”；到10月为止，中共在安南永德的组织均转入地下，安南永德苏区瓦解。红二支队政委彭德清带领部分队伍坚持开展游击战，到1936年4月才转移至闽粤边游击区，后加入新四军。